# David Bardsley
Pour les articles homonymes, voir Bardsley.
David Bardsley, né le 11 septembre 1964 à Manchester (Angleterre), est un footballeur anglais, qui évoluait au poste de défenseur à Queens Park Rangers et en équipe d'Angleterre.
Bardsley n'a marqué aucun but lors de ses deux sélections avec l'équipe d'Angleterre entre 1992 et 1993.

## Carrière
- 1981-1983 : Blackpool FC
- 1983-1987 : Watford FC
- 1987-1989 : Oxford United
- 1989-1998 : Queens Park Rangers
- 1998-2000 : Blackpool FC
- 2001 : Northwich Victoria  [1]

## Palmarès

### En équipe nationale
- 2 sélections et 0 but avec l'équipe d'Angleterre entre 1992 et 1993.

### Avec Watford
- Finaliste de la Coupe d'Angleterre de football en 1984.